# DAPHNE
Pour les articles homonymes, voir Daphné.
 (juillet 2018).
Si vous disposez d'ouvrages ou d'articles de référence ou si vous connaissez des sites web de qualité traitant du thème abordé ici, merci de compléter l'article en donnant les références utiles à sa vérifiabilité et en les liant à la section « Notes et références ».
DAPHNE est un émulateur de jeux d'arcade basés sur le Laserdisc.
Il s'agit du seul émulateur entièrement destiné à cette plate-forme ; l'émulateur MAME a également implémenté, ultérieurement, un support de celle-ci.
DAPHNE est compatible Windows, Mac OS X et Linux. Il est publié sous licence GPL. Il est composé d'un émulateur en ligne de commande (DAPHNE à proprement parler) ainsi que d'une interface graphique (nommée DaphneLoader) visant à faciliter la configuration et l'utilisation.